# Sara Ussher
Sara Ussher (* um 1962) ist eine finnische Badmintonspielerin. 

## Karriere
Sara Ussher wurde 1981 finnische Juniorenmeisterin im Dameneinzel und in der gleichen Spielzeit auch Meisterin bei den Erwachsenen. Erst 13 Jahre später erkämpfte sie sich ihren zweiten und zugleich letzten nationalen Titel, diesmal jedoch im Damendoppel mit Nina Sundberg. Bei der Badminton-Weltmeisterschaft 1991 startete sie in allen drei möglichen Disziplinen und erreichte mit Platz 17 im Damendoppel ihr bestes Resultat.

## Sportliche Erfolge
| Saison | Veranstaltung                                | Disziplin   | Platz | Name                        |
| ------ | -------------------------------------------- | ----------- | ----- | --------------------------- |
| 1981   | Finnland: Einzelmeisterschaften der Junioren | Dameneinzel | 1     | Sara Ussher                 |
| 1981   | Finnland: Einzelmeisterschaften              | Dameneinzel | 1     | Sara Ussher                 |
| 1991   | Weltmeisterschaft                            | Damendoppel | 17    | Nina Koho / Sara Ussher     |
| 1994   | Finnland: Einzelmeisterschaften              | Damendoppel | 1     | Nina Sundberg / Sara Ussher |